# Príncipe Toneri

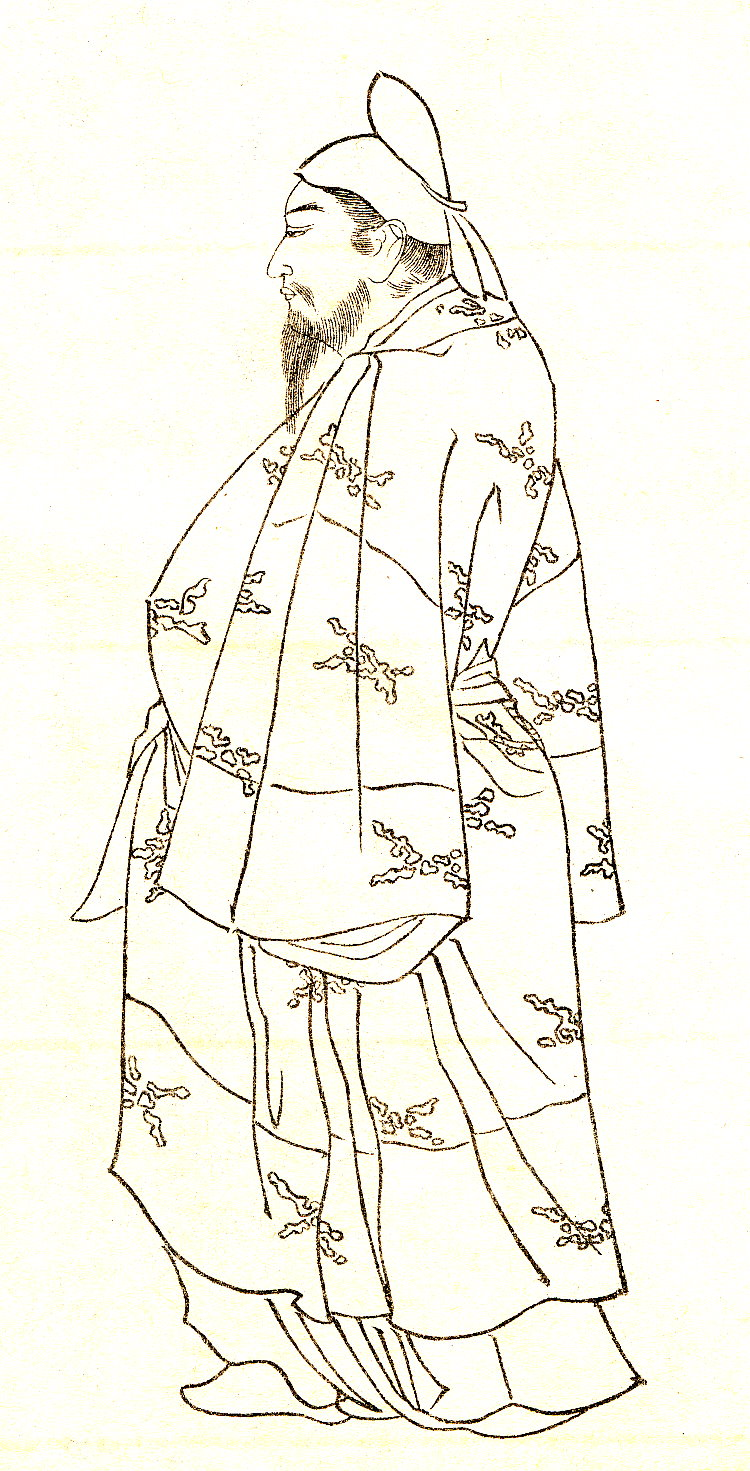
Príncipe Toneri, ilustración hecha por Kikuchi Yōsai en un libro de la época.

El Príncipe Toneri (舎人親王 Toneri Shinnō?,  676 - 735) fue un príncipe japonés imperial durante el período Nara, hijo del Emperador Temmu. Obtuvo el nombre póstumo de Emperador Sudoujinkei (崇道尽敬皇帝 Sudōjinkei Kōtei?) como el padre del Emperador Junnin. Al comienzo del periodo Nara ganó, junto con el Príncipe Nagaya, poder político como uno de los líderes de la familia imperial.

## Importancia Histórica
Supervisó la compilación del segundo libro más antiguo de Japón, el Nihonshoki.

## Genealogía
El Príncipe Toneri fue hijo del Emperador Temmu. Su madre fue la Princesa Nītabe, la cual era hija del Emperador Tenji.
Su consorte fue Taima no Yamashiro (o Tagima-no-Yamashiro), con la que tuvo varios hijos: Príncipe Mihara, Mishima, Príncipe Fune (o Funa), Ikeda, Moribe, Miura y, el futuro Emperador Junnin, el Príncipe Ōi.
Algunos de sus descendientes tomaron el apellido Kiyohara. Algunos de ellos fueron, Kiyohara no Natsuno, nieto del Príncipe Mihara, Kiyohara no Fukayabu, Kiyoharara no Motosuke y su hija Sei Shōnagon.